# Elly Dammers
Elizabeth (Elly) Dammers (Amsterdam, 15 augustus 1921 – Houten, 3 januari 2009) was een Nederlandse atlete, die gespecialiseerd was in het speerwerpen. Zij nam eenmaal deel aan de Olympische Spelen en werd bij die gelegenheid achtste.

## Biografie

### Als eerste over de 40 meter
Het hoogtepunt van de atletiekcarrière van Elly Dammers viel samen met de Tweede Wereldoorlog. In die donkere periode werd zij viermaal Nederlands kampioene, te beginnen in 1940. Ook verbeterde zij tussen 1941 en 1946 driemaal het Nederlandse record. In 1941 kwam zij om te beginnen tot 39,625 m, waarna zij vervolgens de eerste Nederlandse werd die de 40 metergrens overschreed door in 1943 de speer naar 41,08 te werpen. In 1946 verbeterde zij zich ten slotte tot 41,99, maar dat record werd al snel weer van tafel geveegd door Ans Koning, die het werptuig twee maanden later tijdens de Europese kampioenschappen in Oslo in de kwalificatieronde naar 44,28 zwiepte, bijna 2,5 meter verder. Het was ook deze Ans Koning die haar in Oslo van een medaille afhield, want terwijl die in de finale tot 43,24 kwam en hiermee het brons veroverde, bleef Dammers op 41,16 en een vierde plaats steken.

### Achtste op OS 1948
Twee jaar later was Dammers als deelneemster ook aanwezig bij de door Fanny Blankers-Koen gedomineerde Olympische Spelen in Londen. Hier behaalde zij bij het speerwerpen met een beste worp van 38,23 een achtste plaats, waarbij zij haar beide landgenotes Jo Teunissen-Waalboer (vijfde met 40,92) en Ans Koning (zesde met 40,33) voor zich moest dulden. 
Elly Dammers, die tijdens haar atletiekloopbaan lid was van de Amsterdamse atletiekvereniging Zeeburg, trouwde later met A. van Oostrum.

## Nederlandse kampioenschappen
| onderdeel   | Jaar                   |
| ----------- | ---------------------- |
| speerwerpen | 1940, 1942, 1943, 1944 |

## Persoonlijk record
| Onderdeel               | Prestatie       | Datum        | Plaats    |
| ----------------------- | --------------- | ------------ | --------- |
| speerwerpen (oud model) | 41,99 m (ex-NR) | 23 juni 1946 | Amsterdam |